# Arroyo el Encanto 1ra. Sección
Arroyo el Encanto 1ra. Sección är en ort i Mexiko.   Den ligger i kommunen Salto de Agua och delstaten Chiapas, i den sydöstra delen av landet, 800 km öster om huvudstaden Mexico City. Arroyo el Encanto 1ra. Sección ligger 108 meter över havet och antalet invånare är 446.
Terrängen runt Arroyo el Encanto 1ra. Sección är huvudsakligen kuperad, men västerut är den platt. Runt Arroyo el Encanto 1ra. Sección är det ganska glesbefolkat, med 45 invånare per kvadratkilometer. Närmaste större samhälle är Belisario Domínguez, 13,1 km norr om Arroyo el Encanto 1ra. Sección. I omgivningarna runt Arroyo el Encanto 1ra. Sección växer i huvudsak städsegrön lövskog.